# Jean Auroux
Pour les articles homonymes, voir Auroux.
Jean Auroux, né le 19 septembre 1942 à Thizy (Rhône), est un homme politique socialiste français. De 1981 à 1986 sous la première présidence de François Mitterrand, il siègera au gouvernement, étant notamment ministre du Travail (1981-1983) — des lois modifiant profondément le code du travail portent son nom, les lois Auroux — et ministre de l'Urbanisme, des Transports et du Logement (1985-1986). Il fut député de la Loire (1978-1981 et 1986-1993) et maire de Roanne (1977-2001) 

## Biographie

### Famille et études
Jean Auroux est le fils de Louis Auroux (1909-1995), agriculteur, syndicaliste agricole, maire de Mardore pendant dix-huit ans, une commune rurale du nord-ouest du Rhône, à une vingtaine de kilomètres à l'est de Roanne, et de Jeanne Masson (1911-1981). Il a deux frères dont Pascal Auroux, ancien conseiller municipal de Mardore, correspondant du Pays Roannais à Tarare et attaché parlementaire de son frère lorsque celui-ci était dans l'opposition.
Jean Auroux fut élève à l'école primaire de Mardore puis lycéen et collégien au lycée Jean-Puy de Roanne en tant que pensionnaire. Il fit ensuite des études de lettres modernes et obtint une licence de latin à l'université Claude-Bernard-Lyon-I,.
Jean Auroux est marié et père de deux enfants.

### Carrière professionnelle
Il fut maître auxiliaire au lycée Albert-Thomas à Roanne puis professeur d'histoire-géographie au lycée Carnot à Roanne. Jean Auroux fut ensuite nommé inspecteur d'académie à Lyon. Il est aussi l'auteur de trois ouvrages de géographie économique à usage scolaire.

### Carrière politique
Il adhère au CERES de Jean-Pierre Chevènement en 1970 puis adhère au Parti socialiste au congrès d'Épinay en 1971.
Jean Auroux soutenu par Michel Rocard remporte sa première bataille électorale le 14 mars 1976, il est alors élu conseiller général du canton de Roanne-Sud en battant le gaulliste Alain Terrenoire. Le 19 mars 1978, il est élu député de la 5e circonscription de la Loire toujours face à Alain Terrenoire. Pendant son mandat de député, Jean Auroux fut président du groupe socialiste à l'Assemblée nationale de 1990 à 1993.
Le 20 mars 1977, il élu maire de Roanne face au centriste Paul Pillet puis réélu en 1983, 1989 et 1995 jusqu'en 2001.
Lors de la campagne présidentielle de 1981, Jean Auroux est chargé des questions sur le logement dans l'équipe de campagne de François Mitterrand. À la suite de la victoire de la gauche en 1981, il est nommé ministre du Travail dans le premier gouvernement de Pierre Mauroy, pendant cette période, à laquelle collaborent comme conseillers ministériels Martine Aubry et René Decaillon (1926-2004) de la CFDT. Il est reconduit au ministère du Travail après les élections législatives de juin 1981 dans le second gouvernement Mauroy. Jean Auroux est l'auteur d'un ensemble de textes connus sous le nom des lois Auroux qui ont profondément transformé le droit du travail,. Après son passage au ministère du travail, il occupa différents postes de ministre et de secrétaire d'état,,.
En 1988, il fonde la Fédération des maires des villes moyennes dont il fut le président jusqu'en 2001.
Non investi pour diriger la liste de la gauche plurielle aux municipales de 2001 menée par son 3e adjoint Alain Guillemant, il présente une liste dissidente avec d'autres socialistes et les radicaux de gauche. C'est finalement Yves Nicolin, Démocratie libérale qui est élu maire de Roanne.
En juin 2007, Jean Auroux est signataire de l'appel Gauche avenir avec Jean-Pierre Chevènement, Marie-Noëlle Lienemann, Benoît Hamon, Emmanuel Maurel et Paul Quilès.
En mars 2008, il se retire de la vie politique à Chandon, une commune à une quinzaine de kilomètres au nord-est de Roanne. En novembre 2008, au congrès de Reims, il vote pour la motion C « Un monde d’avance. Reconstruire l'espoir à gauche ».

### Controverse
Le 27 mai 2011, Jean Auroux est reconnu coupable mais dispensé de peine par la chambre d’instruction de la cour d'appel de Lyon pour prise illégale d’intérêts,. Il était président d'une association d'aide aux personnes âgées dirigée par sa compagne, que finançait la ville de Roanne à travers une subvention puis une délégation de service public. La cour d'appel a reconnu qu'il n'avait pas tiré de bénéfice personnel, non plus que sa compagne dont le poste ne dépendait pas du financement municipal, ce qui a motivé la dispense de peine.

## Mandats et fonctions

### Fonctions ministérielles
| Période                                 | Fonction                                                                                                 | Gouvernement       |
| --------------------------------------- | --- | ------------------ |
| du 22 mai 1981 au 29 juin 1982          | Ministre du Travail                                                                                      | Mauroy I Mauroy II |
| du 29 juin 1982 au 23 mars 1983         | Ministre délégué chargé du Travail auprès du ministre des Affaires Sociales                              | Mauroy II          |
| du 23 mars 1983 au 23 juillet 1984      | Secrétaire d'État chargé de l'Énergie auprès du ministre de l’Industrie et de la Recherche               | Mauroy III         |
| du 23 juillet 1984 au 20 septembre 1985 | Secrétaire d'État chargé des Transports auprès du ministre de l’Urbanisme, du Logement et des Transports | Fabius             |
| du 20 septembre 1985 au 20 mars 1986    | Ministre de l'Urbanisme, des Transports et du Logement                                                   | Fabius             |

### Mandats parlementaires
- 3 avril 1978 - 22 mai 1981 : Député de la 5e circonscription de la Loire
- 2 juillet - 23 juillet 1981 : Député de la 5e circonscription de la Loire
- 2 avril 1986 - 14 mai 1988 : Député de la Loire (scrutin de liste proportionnel à un tour)
- 23 juin 1988 - 1er avril 1993 : Député de la 5e circonscription de la Loire
- 10 octobre 1990 - 1er avril 1993 : Président du groupe socialiste à l'Assemblée nationale

### Mandats locaux
- 14 mars 1976 - 2 octobre 1988 : Conseiller général du canton de Roanne-Sud
- 20 mars 1977 - 18 mars 2001 : Maire de Roanne
- 1er janvier 1994 - 18 mars 2001 : Président de Grand Roanne Agglomération
- 19 mars 2001 - 16 mars 2008 : Conseiller municipal de Roanne

### Autre fonction
- 1988 - 2001 : Président de la Fédération des maires des villes moyennes

## Décorations

### Décorations françaises[20]
- Chevalier de la Légion d'honneur (1er janvier 1995)[21]
- Officier de l'ordre national du Mérite (14 mai 1998)[22]